# Рон Велті
Рональд «Рон» Велті (англ. Ronald «Ron» Welty, народився 1 лютого 1971 року в Лонг-Біч, Каліфорнія) — колишній барабанщик американської панк-рок групи The Offspring. Грав у групі з липня 1987 року по березень 2003 року. Він прийшов на зміну барабанщику Джеймсу Лілья, на той момент Рону було всього 16 років. З The Offspring він записав шість альбомів  The Offspring, Ignition, Smash, Ixnay on the Hombre, Americana і Conspiracy of One. Рон покидає The Offspring, в той час, коли вони починають створювати альбом Splinter, сьомий за рахунком, випущений в грудні 2003 року. Його вихід з групи був оголошений 18 березня 2003 року на офіційному сайті The Offspring.
Після відходу з The Offspring Рон створив свою групу Steady Ground, в якій він грав на барабанах і був співпродюсером. 26 лютого 2006 року Steady Ground випустили три демо на MySpace: «Everyone's Emotional», «I Can't Contain Myself», і «You Better Close Your Eyes». Але у 2007 році гурт припиняє існування.
Попри вихід Рона з The Offspring, він все ще в дуже хороших відносинах з ними.

## Барабанна установка
Грає на барабанній установці Tama Starclassic Starclassic з тарілками Zildjian.
- 18x22" Bass Drum
- 5.5x14" Bronze Snare Drum
- 9x12" Rack Tom
- 10x13" Rack Tom
- 16x16" Floor Tom

- 5" Cowbell
- 8" Cowbell

- 14" A New Beat Hi-Hats
- 18" A Medium Thin Crash
- 18" A Medium Crash
- 20" A Ping Ride
- 20" A China Boy High

- Tama Hardware
- DW Delta 5000 Bass pedal

- Remo Emperor Ambassador Batter Tops
- Remo Ambassador Bottoms

- Zildjian Vinnie Colaiuta Artist series Drumsticks.